# José Gabaldón
José Gabaldón López (El Ballestero, Albacete, 1922 - 30 de abril de 2016) fue un jurista español, magistrado del Tribunal Constitucional entre 1992 y 1998.

## Trayectoria
Licenciado en Derecho, en 1963 se convirtió en magistrado.
Magistrado del Tribunal Constitucional desde 1992 a propuesta del Senado de España, fue su vicepresidente entre 1995 y 1998. Entre 1999 y 2007 fue presidente del Foro de la Familia.
Estuvo en posesión de la Gran Cruz de San Raimundo de Peñafort.

## Obras
- La hacienda estatal en las Islas Canarias. Idea, 2003. ISBN 84-96161-47-1.
- La organización de la Justicia en la España Liberal: : (los orígenes de la Carrera Judicial, 1834-1870), en colaboración con Francisco J. Paredes Alonso. Madrid : Civitas, 1991. ISBN 84-7398-834-5.

| Predecesor: Luis López Guerra | Vicepresidente del Tribunal Constitucional 1995 - 1998 | Sucesor: Carles Viver Pi-Sunyer |